# Meldebestätigung

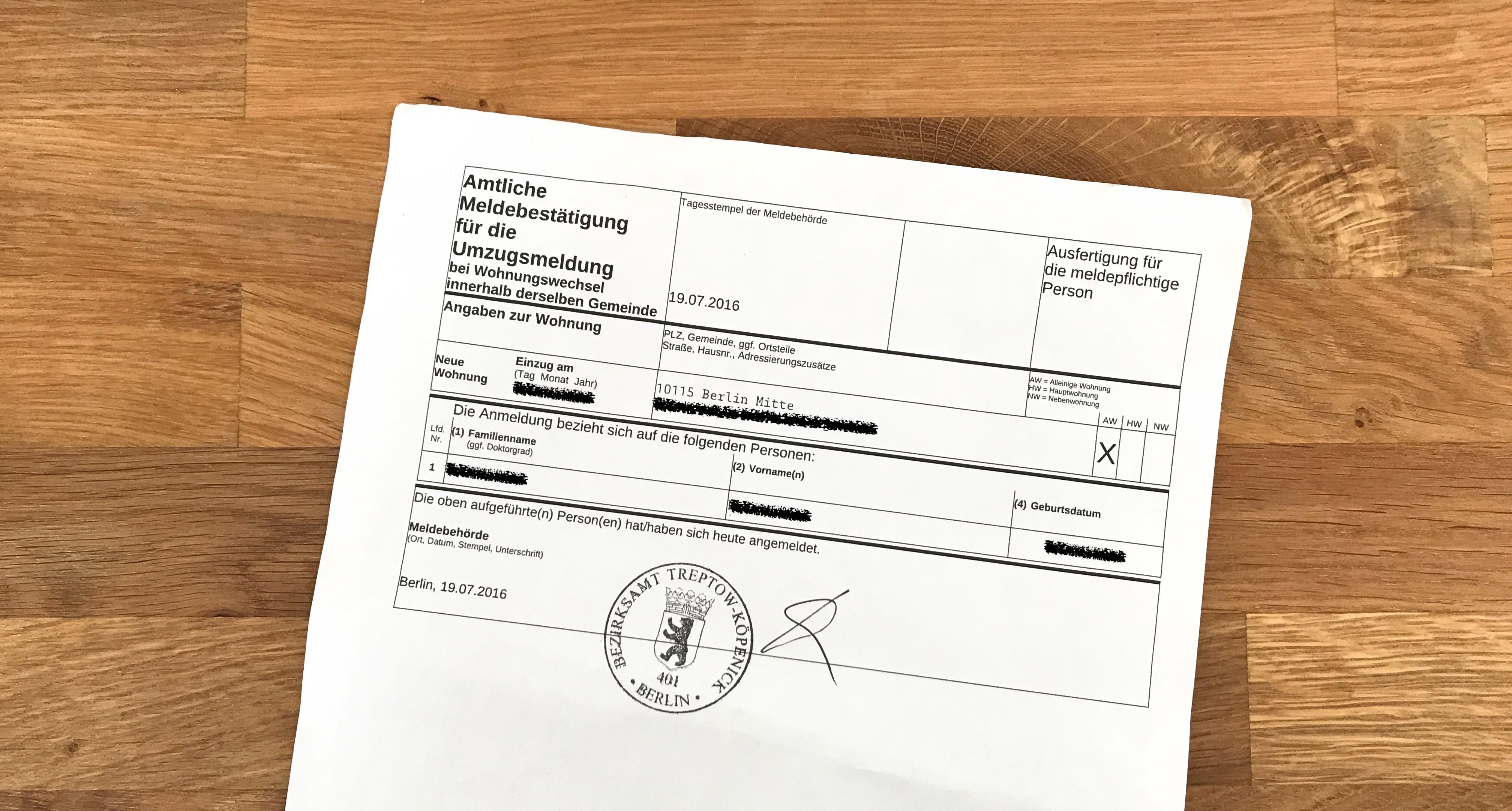
Beispiel einer Meldebestätigung nach 2015

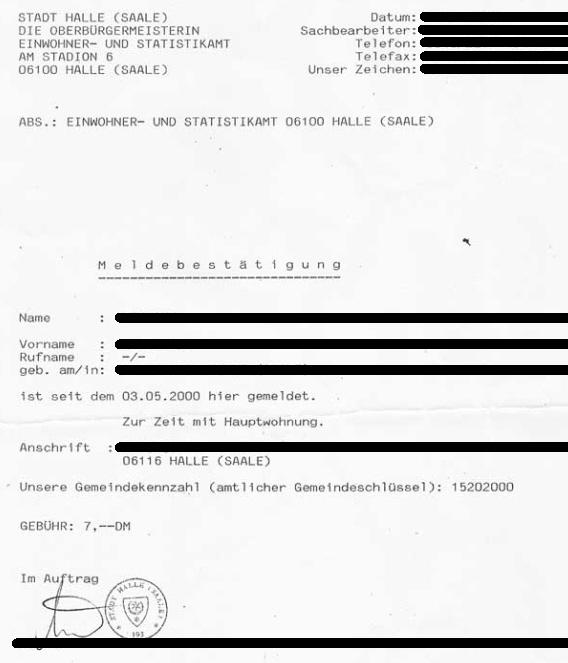
Beispiel einer Meldebestätigung vor 2015

Meldebestätigung oder auch Anmeldebestätigung bezeichnet in Deutschland das bei der Anmeldung eines Wohnsitzes beim Einwohnermeldeamt auf Verlangen ausgestellte Dokument, das als Nachweis der Meldung dient. Es gilt in Verbindung mit einem Reisepass als amtlicher Nachweis der Wohnanschrift des Inhabers und kann somit den Personalausweis ersetzen. Ebenfalls ist eine Meldebestätigung teilweise für Zweitwohnsitze nötig, da diese im Gegensatz zum Hauptwohnsitz nicht im Personalausweis eingetragen werden. In die Meldebestätigung werden in der Regel, unter anderem, der aktuelle Haupt- oder Zweitwohnsitz, eventuell bisher vorhandene Wohnsitze, der Name sowie das Geburtsdatum eingetragen. Die Rechtsgrundlage dafür ist § 24 Absatz 2 Bundesmeldegesetz. Bis 2015 war das Meldegesetz des jeweiligen Bundeslandes, z. B. in Baden-Württemberg § 18 Abs. 7 Meldegesetz die Rechtsgrundlage.